# Чёрная месса
Чёрная ме́сса — сатанистский обряд, антипод христианской литургии, в первую очередь — профанация евхаристии.

## История
В Средние века отправление чёрной мессы было стандартным обвинением, выдвигаемым официальной церковью на судебных процессах против еретических сект (например, катаров), ведьм и колдунов, а также неугодных организаций (таких как орден тамплиеров). Описание обрядов сильно расходится в разных источниках, но часто включает сексуальные практики.
В 1594 году Тереза де Розамунд сознавалась в том, что совершала чёрную мессу. Вместо креста в ней использовалась чёрная репа, а вместо святой воды — козлиная моча.
Понятие «чёрная месса» впервые упоминается в Англии в 1896 году, хотя обряды проводились ещё в XVII веке.
Некоторые источники[какие?] указывают, что для «причастия» используется жаба, лягушка или просто кусочек сырого мяса, но большинство авторов уверены, что использовались освящённые гостии, полученные во время католической мессы и извращённые каким-то дьявольским обрядом. Довольно частым мотивом являются жертвоприношения, в том числе человеческие. Считалось, что в конце чёрной мессы происходит оргия, которая позже стала интерпретироваться как сексуальная. Некоторые исследователи полагают, что в отдельных оккультных организациях «чёрные мессы» используются для инициации новых членов.

## В культуре
Образ чёрной мессы был романтизирован в декадентской литературе. Во время «сатанистской паники» эта тема стала популярной в жёлтой прессе, произведениях массовой культуры.
Писатели и литературные произведения о чёрной мессе
- Маркиз де Сад
- «Бездна» (Ж. К. Гюисманс)
- «Мастер и Маргарита» (М. А. Булгаков)
- «Катрин» (Жюльетта Бенцони)
- Анн и Серж Голон
- «Ребёнок Розмари» (Айра Левин)
- Сатанинская библия (Антон Шандор Лавей)
- «Огненный ангел» (В. Я. Брюсов)
- «Адская вечеря» (Георг Гейм)
- «Пражское кладбище» (Умберто Эко)
- «Христос приземлился в Гродно» (В. С. Короткевич)
- «Изгоняющий дьявола» (У. П. Блэтти)

Чёрная месса в музыке
- 1913 год — Скрябин, Александр Николаевич, Соната для фортепиано № 9 «Чёрная месса»
- 1969 год — Coven, «Satanic Mass»
- 1976 год — Ave Satani
- 1991 год — Ария, «Следуй за мной!»
- 1999 год — Untoten, «Schwarze Messe»[англ.]
- 2001 год — Theatres des Vampires, «Altar for the Black Mass»
- 2006 год — Lustmord (Lustmord Rising (06.06.06) (2006 CD Vaultworks) — первое «живое» исполнение, приуроченное к 25-летию проекта. Записано 6 июня 2006 года, в Лос-Анджелесе (The Center for Inquiry), в качестве звукового сопровождения первой публичной мессы Церкви сатаны.
- 2008 год — DVD «Black mass in Krakow» группы Gorgoroth
- 2010 год — Electric Wizard, «Black Masses»
- 2014 год — Velial Squad, «01. BLXCK MXSS»
- 2014 год — Behemoth, «Messe Noir»
- 2015 год — Адаптация, Чёрная месса (Альбом «Цинга»)
- 2015 год — Powerwolf, «Let There Be Night»
- 2016 год — Rotting Christ, «In Nomine Dei Nostri»

Чёрная месса в кино
- 1968 — «Ребёнок Розмари»
- 1999 — «С широко закрытыми глазами»
- 2015 — «Затмение»
- 2018 — «Американская история ужасов: Апокалипсис»